# Tactusa assamiensis
Tactusa assamiensis là một loài bướm đêm thuộc họ Erebidae. Nó được tìm thấy ở Assam ở Ấn Độ.
Sải cánh dài khoảng 11.5 mm. 